# José hurrikán (2017)
A José hurrikán négyes erősségű trópusi ciklon 2017 szeptemberében a Szélcsendes-szigetek, a Kis-Antillák és a Bahama-szigetek térségében, valamint az Egyesült Államok délkeleti részén. A hurrikán területén mért szélsebesség a legnagyobb széllökések esetében elérte a 250 km/h-s maximális szélsebességet. Ez a 2017-es atlanti-óceáni hurrikánszezon harmadik jelentősebb hurrikánja. A vihar útjában fekvő Barbuda szigetén a helyi kormányzat megkezdte az egész sziget evakuálását, miután az Irma hurrikán miatt a szigeten található épületek jelentős károsodásokat szenvedtek.

## Meteorológiai lefolyás

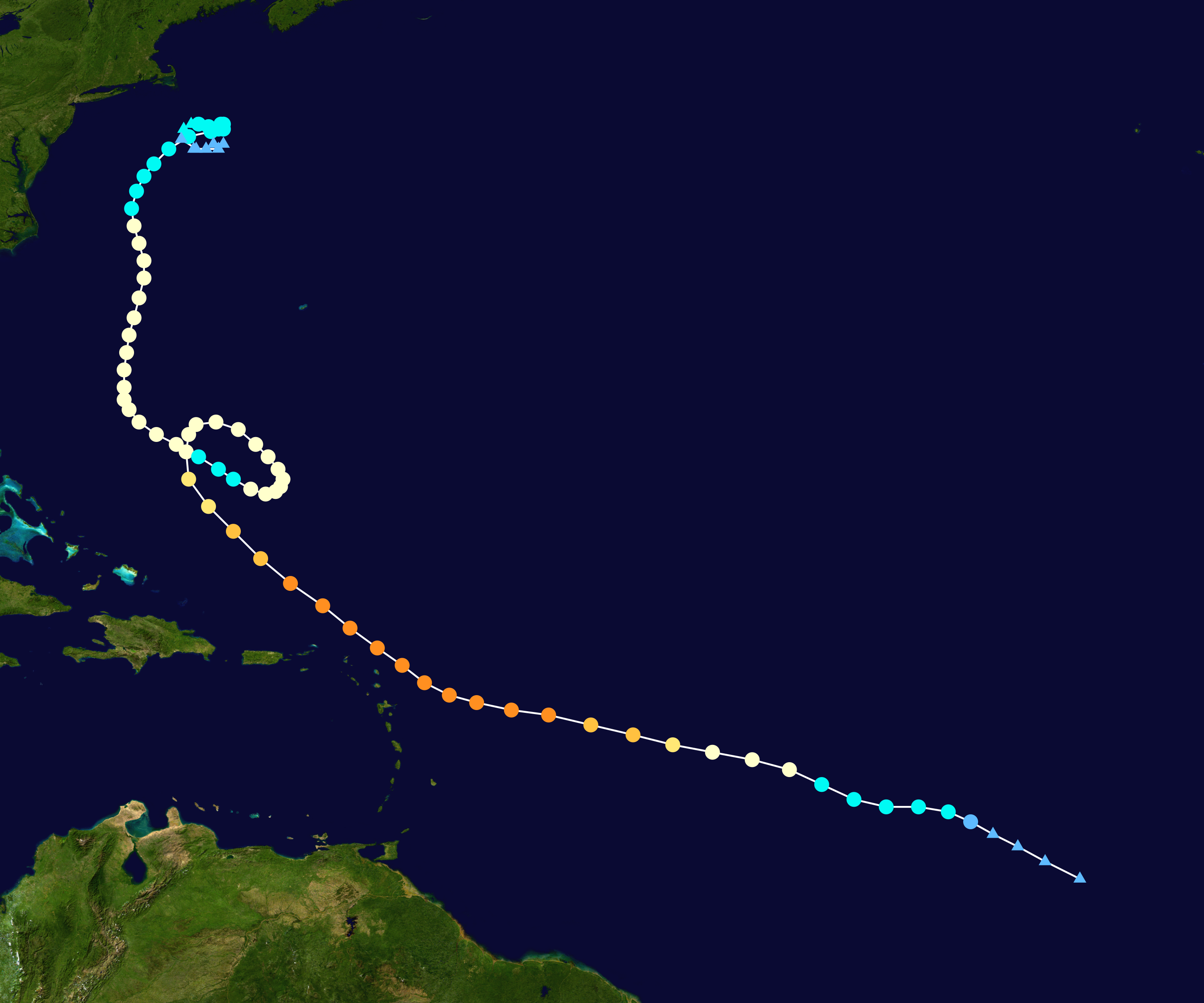
A José hurrikán útja.

Afrika nyugati partvidékét 2017. augusztus 31-én hagyta el az az alacsony nyomású légköri képződmény, amely a kedvező időjárási feltételek következtében a későbbiek során fokozatosan trópusi viharrá, majd hurrikánná erősödött.
A hurrikánképződést nyomon követő meteorológusok 2017. szeptember 5-én észlelték, hogy az Atlanti-óceán keleti része feletti alacsony légnyomású légköri képződményben a szélsebesség meghaladta a trópusi vihar fokozat alsó határát jelentő 63 km/h-t. A keletkezett trópusi vihar a „José” nevet kapta. A ciklon szeptember 6-án este 9 óra magasságában érte el a hurrikánná minősítéshez szükséges szerkezeti, illetve időjárási állapotot. A ciklon ezen a ponton a Kis-antilláktól 2420 kilométerre keletre volt, és 30 km/h sebességgel nyugat-északnyugat felé tartott.
A trópusi ciklonok fejlődéséhez ideális feltételek miatt (meleg tengervíz az óceán felső rétegeiben, alacsony értékű szélnyírás, elegendő páratartalom) a vihar felerősödött. Szeptember hatodikán a vihar szemének kialakulása elkezdődött, valamint szimmetrikus, sugaras elhelyezkedésű karok alakultak ki. Szeptember hatodikán este kilenckor a meteorológiai műholdak mérései alapján az NHC hurrikánná minősítette át.
A következő napokban a vihar tovább folytatta útját nyugat-északnyugat felé. Szeptember 8-án  helyi idő szerint hajnali 4 órakor (14:00 UTC) a hurrikán a Kis-antilláktól mintegy 700 kilométernyire volt. Ekkor a maximális szélsebesség elérte a 240 km/h-t, míg a legalacsonyabb légnyomás 942 mbar volt. A ciklon időjárási rendszere ekkor 30 km/h sebességgel haladt nyugat-északnyugat felé.

## Fordítás
Ez a szócikk részben vagy egészben  a(z)   2017 Atlantic hurricane season című angol Wikipédia-szócikk ezen változatának fordításán alapul.  Az eredeti cikk szerkesztőit annak laptörténete sorolja fel. Ez a jelzés csupán a megfogalmazás eredetét és a szerzői jogokat jelzi, nem szolgál a cikkben szereplő információk forrásmegjelöléseként.